# Saison 2018 de la Super League
Navigation
Édition précédente Édition suivante
La Saison 2018 de la Super League (connu pour des raisons de partenariats comme la Betfred Super League XXIII) est la vingt-troisième saison de cette compétition depuis que celle-ci a été créée en 1996. Douze équipes joueront 23 journées de championnat (phase régulière), les huit meilleures d'entre elles seront qualifiées pour un mini-championnat appelé "Super 8 Play Offs" dont les quatre premiers sont qualifiés pour les demi-finales dans le but de se qualifier pour la grande finale et pouvoir gagner le trophée de la Super League. Les quatre derniers disputeront un mini-championnat appelés "Super 8 Qualifiers" avec les quatre meilleures équipes de la Championship. La finale a lieu à Old Trafford à Manchester.

## Équipes
La Super League 2018 est la quatrième saison de Super League depuis 2008 avec la mise en place d'un système de relégation et de promotion avec la Championship, ainsi Hull KR retrouve cette année la Super League. Dans cette optique, la Super League est réduite à douze équipes (contre quatorze les années précédentes).
Onze des équipes sont dans le Nord de l'Angleterre, et une seule est située en France avec les Dragons Catalans à Perpignan.
| Club                       | Classement en 2017         | Entraîneur(s)                                  | Stade                       | Capacité |
| -------------------------- | -------------------------- | ---------------------------------------------- | --------------------------- | -------- |
| Castleford Tigers          | Finaliste (Super 8's)      | Daryl Powell                                   | The Mend-O-Hose Jungle      | 11 750   |
| Dragons Catalans           | 5e (Qualifiers)            | Steve McNamara                                 | Stade Gilbert-Brutus        | 14 000   |
| Huddersfield Giants        | 8e (Super 8's)             | Rick Stone                                     | John Smith's Stadium        | 24 544   |
| Hull KR                    | 3e (Qualifiers)            | Tim Sheens                                     | New Craven Park             | 12 225   |
| Hull FC                    | Demi-finaliste (Super 8's) | Lee Radford                                    | KCOM Stadium                | 25 404   |
| Leeds Rhinos               | Champion (Super 8's)       | Brian McDermott → James Lowes → Kevin Sinfield | Headingley Rugby Stadium    | 22 250   |
| Salford Red Devils         | 7e (Super 8's)             | Ian Watson                                     | AJ Bell Stadium             | 12 000   |
| St Helens RLFC             | Demi-finaliste (Super 8's) | Justin Holbrook                                | Totally Wicked Stadium      | 18 000   |
| Wakefield Trinity Wildcats | 5e (Super 8's)             | Chris Chester                                  | Beaumont Legal Stadium      | 11 000   |
| Warrington Wolves          | 1er (Qualifiers)           | Steve Price                                    | Halliwell Jones Stadium     | 15 500   |
| Widnes Vikings             | 2e (Qualifiers)            | Denis Betts → Francis Cummins                  | The Select Security Stadium | 13 500   |
| Wigan Warriors             | 6e (Super 8's)             | Shaun Wane                                     | DW Stadium                  | 25 138   |

## Déroulement de la compétition
Pour la quatrième année consécutive, la Rugby Football League (instance gérant les compétitions de rugby à XIII en Angleterre) maintient la même formule avec un championnat en deux phases. La première voit les douze équipes se rencontrer par match aller et retour plus la rencontre du Magic week-end . Toutes les équipes disputent un total de vingt-trois matchs. À l'issue de cette première phase, les clubs classés de la première à la huitième place sont qualifés dans le Super 8; les autres le play-down (The Qualifiers).
En Super 8, tous les clubs gardent les points acquis lors de la première phase. Cette dernière se joue par simple confrontation. Au terme des sept rencontres, les quatre premiers sont qualifiés pour les demi-finales de la Super League.
La phase The Qualifiers s'adresse aux clubs classés entre la neuvième et douzième place de la phase préliminaire. Ces équipes-là retrouvent les quatre premiers du Championship (deuxième niveau). Cette phase se dispute aussi par simple confrontation (sept matchs aussi). Au terme de cette deuxième phase, les trois premiers se maintiennent en Super League, le quatrième et le cinquième s'affronte dans une confrontation pour déterminer le quatrième club qui se maintient, les trois derniers et le vaincu de ce match de maintien descendent en Championship.
Pour la première fois en Super League, une rencontre se déroule en dehors de l'Europe avec l'opposition entre les Warriors de Wigan et Hull FC à Wollongong en Australie, les premiers remportent ce match 24-10 devant plus de 12 000 spectateurs.

## Résultats

### Classement de la phase régulière
| Rang | Franchise           | J  | V  | N | D  | Pm  | Pe  | Diff | Pts |
| ---- | ------------------- | -- | -- | - | -- | --- | --- | ---- | --- |
| 1    | St Helens RLFC      | 23 | 21 | 0 | 2  | 713 | 298 | +415 | 42  |
| 2    | Wigan Warriors      | 23 | 16 | 0 | 7  | 573 | 345 | +228 | 32  |
| 3    | Castleford Tigers   | 23 | 15 | 1 | 7  | 567 | 480 | +87  | 31  |
| 4    | Warrington Wolves   | 23 | 14 | 1 | 8  | 531 | 410 | +121 | 29  |
| 5    | Huddersfield Giants | 23 | 11 | 1 | 11 | 427 | 629 | -202 | 23  |
| 6    | Hull FC             | 23 | 11 | 0 | 12 | 534 | 544 | -10  | 22  |
| 7    | Wakefield Wildcats  | 23 | 10 | 1 | 12 | 581 | 506 | +75  | 21  |
| 8    | Dragons catalans    | 23 | 10 | 1 | 12 | 488 | 531 | -43  | 21  |
| 9    | Leeds Rhinos        | 23 | 8  | 2 | 13 | 431 | 527 | -96  | 18  |
| 10   | Hull KR             | 23 | 8  | 1 | 14 | 476 | 582 | -106 | 17  |
| 11   | Salford Red Devils  | 23 | 7  | 0 | 16 | 384 | 597 | -213 | 14  |
| 12   | Widnes Vikings      | 23 | 3  | 0 | 20 | 387 | 653 | -266 | 6   |

|  | Qualifié pour le Super 8 Play Offs.  |
|  | Qualifié pour le Super 8 Qualifiers. |

Attribution des points : deux points sont attribués pour une victoire, un point pour un match nul, aucun point en cas de défaite.

### Classement du Super 8 Play Offs
Les équipes conservent les points acquis lors de la première phase et se rencontrent entre elles à une unique reprise. Les quatre premiers après les trente matchs sont qualifiés en demi-finale.
| Rang | Franchise           | J  | V  | N | D  | Pm  | Pe  | Diff | Pts |
| ---- | ------------------- | -- | -- | - | -- | --- | --- | ---- | --- |
| 1    | St Helens RLFC      | 30 | 26 | 0 | 4  | 895 | 408 | +487 | 52  |
| 2    | Wigan Warriors      | 30 | 23 | 0 | 7  | 740 | 417 | +323 | 46  |
| 3    | Castleford Tigers   | 30 | 20 | 1 | 9  | 767 | 582 | +185 | 41  |
| 4    | Warrington Wolves   | 30 | 18 | 1 | 11 | 767 | 561 | +206 | 37  |
| 5    | Wakefield Wildcats  | 30 | 13 | 1 | 16 | 747 | 696 | +51  | 27  |
| 6    | Huddersfield Giants | 30 | 13 | 1 | 16 | 539 | 794 | -255 | 27  |
| 7    | Dragons catalans    | 30 | 12 | 1 | 17 | 596 | 750 | -154 | 25  |
| 8    | Hull FC             | 30 | 11 | 0 | 19 | 615 | 787 | -172 | 22  |

|  | Qualifié pour les demi-finales. |
|  | Éliminé.                        |

### Phase finale
|  | Demi-finales                                        | Demi-finales                                        |            |    | Finale                                      | Finale                                      |
|  | Demi-finales                                        | Demi-finales                                        |            |    | Finale                                      | Finale                                      |
|  |                                                     |                                                     |            |    |                                             |                                             |
|  | 4 octobre 2018 à Totally Wicked Stadium (St Helens) | 4 octobre 2018 à Totally Wicked Stadium (St Helens) |            |    | 13 octobre 2018 à Old Trafford (Manchester) | 13 octobre 2018 à Old Trafford (Manchester) |
|  | 4 octobre 2018 à Totally Wicked Stadium (St Helens) | 4 octobre 2018 à Totally Wicked Stadium (St Helens) |            |    | 13 octobre 2018 à Old Trafford (Manchester) | 13 octobre 2018 à Old Trafford (Manchester) |
|  | St Helens                                           | 13                                                  |            |    | 13 octobre 2018 à Old Trafford (Manchester) | 13 octobre 2018 à Old Trafford (Manchester) |
|  | St Helens                                           | 13                                                  |            |    | 13 octobre 2018 à Old Trafford (Manchester) | 13 octobre 2018 à Old Trafford (Manchester) |
|  | Warrington                                          | 18                                                  |            |    | 13 octobre 2018 à Old Trafford (Manchester) | 13 octobre 2018 à Old Trafford (Manchester) |
|  | Warrington                                          | 18                                                  | Warrington | 4  |                                             |                                             |
|  | 5 octobre 2018 à DW Stadium (Wigan)                 |                                                     | Warrington | 4  |                                             |                                             |
|  |                                                     | Wigan                                               | 12         |    |                                             |                                             |
|  | Wigan                                               | Wigan                                               | 12         | 14 |                                             |                                             |
|  | Wigan                                               |                                                     |            | 14 |                                             |                                             |
|  | Castleford                                          | 0                                                   |            |    |                                             |                                             |
|  | Castleford                                          | 0                                                   |            |    |                                             |                                             |

#### Finale
(mt : 8 - 4)
Homme du match :  Stefan Ratchford
Points marqués :
- Wigan: 3 essais de Manfredi (24e et 77e), Davies (30e)
- Warrington: 1 essai de Charnley (13e)

Évolution du score : 0-4, 4-4, 8-4, 12-4
Arbitre : Robert Hicks
Spectateurs : 64 892
Composition des équipes :
- Wigan: Sam Tomkins - Dominic Manfredi, Oliver Gildart, Dan Sarginson, Tom Davies - George Williams, Thomas Leuluai - Romain Navarrete, Sam Powell, Ben Flower, Joe Greenwood, John Bateman, Sean O'Loughlin - Morgan Escaré, Ryan Sutton, Liam Farrell, Tony Clubb - Entraîneur : Shaun Wane
- Warrington: Stefan Ratchford - Tom Lineham, Bryson Goodwin, Toby King, Josh Charnley - Kevin Brown, Tyrone Roberts - Chris Hill, Daryl Clark, Mike Cooper, Bodene Thompson, Jack Hughes, Ben Westwood - Joe Philbin, Ben Murdoch-Masila, George King, Declan Patton - Entraîneur : Steve Price

### Classement du Super 8 Qualifiers
Pour les quatre derniers de la première phase, les compteurs sont remis à zéro et ils affrontent les quatre premiers de la Championship (second échelon) à une reprise. Les trois premiers sont qualifiés pour la Super League 2018, le quatrième et le cinquième se rencontre dans un match unique appelé « Million Pound Game » pour le quatrième ticket pour la Super League.
| Rang | Franchise               | J | V | N | D | Pm  | Pe  | Diff | Pts |
| ---- | ----------------------- | - | - | - | - | --- | --- | ---- | --- |
| 1    | Salford Red Devils      | 7 | 5 | 0 | 2 | 218 | 75  | +143 | 10  |
| 2    | Leeds Rhinos            | 7 | 5 | 0 | 2 | 216 | 137 | +79  | 10  |
| 3    | Hull KR                 | 7 | 5 | 0 | 2 | 197 | 162 | +35  | 10  |
| 4    | Toronto Wolfpack        | 7 | 5 | 0 | 2 | 136 | 118 | +18  | 10  |
| 5    | London Broncos          | 7 | 4 | 0 | 3 | 161 | 164 | -3   | 8   |
| 6    | Toulouse olympique XIII | 7 | 3 | 0 | 4 | 156 | 190 | -34  | 6   |
| 7    | Widnes Vikings          | 7 | 1 | 0 | 6 | 92  | 173 | -81  | 2   |
| 8    | Halifax                 | 7 | 0 | 0 | 7 | 68  | 225 | -157 | 0   |

|  | Promu en Super League 2019.        |
|  | Barrage pour la Super League 2019. |
|  | Relégué en Championship 2019.      |

#### Million Pound Game
| Million Pound Game |                     |       |                |                |               |               |       |
| F                  | Wolfpack de Toronto | 2 - 4 | London Broncos | 7 octobre 2018 | Stade Lamport | Chris Kendall | 9 246 |

### Statistiques

#### Meilleur marqueur de points
| Rang | Joueur           | Club             | Poste            | Points | Essais | Goals | Drops |
| ---- | ---------------- | ---------------- | ---------------- | ------ | ------ | ----- | ----- |
| 1    | Danny Richardson | St Helens        | Demi de mêlée    | 296    | 5      | 135   | 6     |
| 2    | Sam Tomkins      | Wigan            | Arrière          | 242    | 11     | 96    | 6     |
| 3    | Ryan Shaw        | Hull KR          | Centre           | 156    | 11     | 56    | 0     |
| 4    | Ryan Hampshire   | Wakefield        | Demi de mêlée    | 143    | 5      | 61    | 1     |
| 5    | Josh Drinkwater  | Dragons Catalans | Demi de mêlée    | 134    | 7      | 53    | 1     |
| 6    | Danny Brough     | Huddersfield     | Demi de mêlée    | 130    | 1      | 62    | 2     |
| 7    | Jamie Ellis      | Castleford       | Demi d'ouverture | 117    | 2      | 54    | 1     |
| 8    | Stefan Ratchford | Warrington       | Arrière          | 114    | 15     | 27    | 0     |
| 9    | Ben Barba        | St Helens        | Arrière          | 112    | 28     | 0     | 8     |
| 10   | Marc Sneyd       | Hull FC          | Demi de mêlée    | 111    | 1      | 51    | 5     |

#### Meilleur marqueur d'essais
| Rang | Joueur           | Club       | Poste            | Essais |
| ---- | ---------------- | ---------- | ---------------- | ------ |
| 1    | Ben Barba        | St Helens  | Arrière          | 28     |
| 2    | Tom Johnstone    | Wakefield  | Ailier           | 24     |
| 3    | Mark Percival    | St Helens  | Centre           | 20     |
| 4    | Greg Eden        | Castleford | Ailier           | 18     |
| -    | Ben Jones-Bishop | Wakefield  | Centre           | 18     |
| -    | Tom Lineham      | Warrington | Ailier           | 18     |
| 7    | Bureta Faraimo   | Hull FC    | Centre           | 17     |
| -    | Jonathan Lomax   | St Helens  | Demi d'ouverture | 17     |
| 9    | Josh Charnley    | Warrington | Centre           | 16     |
| -    | Liam Marshall    | Wigan      | Ailier           | 16     |

## Trophées de fin de saison
Les trophées sont remis aux joueurs et aux clubs la semaine précédant la finale.
- Man of Steel : Ben Barba
- Entraîneur de l'année : Shaun Wane
- Club de l'année : Warrington Wolves
- Jeune joueur de l'année : Jake Trueman
- Meilleur marqueur de points : Luke Gale
- Meilleur marqueur d'essais : Ben Barba

### Dream Team
La sélection « Dream team » concerne cette saison 2018 neuf nouveaux joueurs effectuant leur première apparition dans cette sélection.
|    | Joueur            | Equipe           | Apparition |
| -- | ----------------- | ---------------- | ---------- |
| 1  | Ben Barba         | St Helens        | 1          |
| 2  | Thomas Makinson   | St Helens        | 2          |
| 3  | Mark Percival     | St Helens        | 2          |
| 4  | Bill Tupou        | Wakefield        | 1          |
| 5  | Tom Johnstone     | Wakefield        | 1          |
| 6  | Jonny Lomax       | St Helens        | 1          |
| 7  | Daniel Richardson | St Helens        | 1          |
| 8  | Luke Thompson     | St Helens        | 1          |
| 9  | James Roby        | St Helens        | 6          |
| 10 | Rémi Casty        | Dragons Catalans | 2          |
| 11 | John Bateman      | Wigan            | 1          |
| 12 | Matty Ashurst     | Wakefield        | 1          |
| 13 | Sean O'Loughlin   | Wigan            | 7          |

## Albert Goldthorpe Medal
| Points | Joueur           |
| ------ | ---------------- |
| 27     | Stefan Ratchford |
| 25     | James Roby       |
| -      | Sam Tomkins      |
| 23     | Ben Barba        |
| -      | Jonny Lomax      |

## Médias
En France, BeIn Sports dispose d'un contrat de trois ans pour diffuser, notamment, l'unique franchise française engagée en Super League : les Dragons Catalans. Deux matchs par journée sont retransmis par la chaîne qui diffuse également la National Rugby League.